# Susagna Arasanz i Serra
Susagna Arasanz i Serra (1960/1961 – 14 d'octubre de 2021) va ser una economista i política andorrana, ministra d'Hisenda entre els anys 1994 i 2000, convertint-se en la primera dona que va ocupar el càrrec, sota la presidència de Marc Forné.
El 22 de desembre de 1994, Forné la va nomenar nova consellera d'Hisenda en substitució de Josep Casal Casa. Va ostentar aquest càrrec durant dues legislatures, entre l'any 1994 i el 1997, i entre el 1997 i el 2000. Va ser escollida membre del Consell General d'Andorra a les eleccions al Parlament de 1997 i l'1 d'abril de 1997 va ser nomenada de nou ministra d'Hisenda, dimitint com a diputada dues setmanes després. El 15 de març de 2000, Susagna Arasanz va dimitir com a ministra.
Arasanz va estar vinculada primer a Unió Liberal i posteriorment va militar al Partit Liberal d'Andorra (PLA). Va ser membre del Consell d'Administració de la Caixa Andorrana de la Seguretat Social (CASS) on va ser nomenada pel govern d'Andorra el mes de gener del 2020. Va morir el 14 d'octubre de 2021, als 60 anys, víctima d'un càncer.